# OSCAR 50
Saudi-OSCAR 50 (ang. Orbiting Satellite Carrying Amateur Radio, SO-50) – saudyjski satelita amatorski, wystrzelony 20 grudnia 2002 z kosmodromu Bajkonur przez King Abdulaziz City for Science and Technology. Jest wykorzystywany przez radioamatorów na całym świecie jako satelitarny przekaźnik FM (transponder).
SO-50 odbiera sygnał w paśmie 2 m na częstotliwości uplink 145,850 MHz FM i retransmituje go w paśmie 70 cm na downlink 436,795 MHz – 436,780 MHz FM. Satelita znajduje się na orbicie o wysokości około 650 km, co umożliwia jego dostępność dla radiooperatorów na całym świecie, pod warunkiem odpowiedniej mocy i anteny. Odbiornik ma czułość -124 dBm przy szerokości pasma 15 kHz.
Satelita jest wyposażony w dwie anteny 1/4 fali – antena odbiorcza znajduje się w górnym rogu statku kosmicznego, natomiast antena nadawcza jest zamontowana w dolnym rogu i nachylona pod kątem 45° do wewnątrz. Odebrany sygnał audio jest filtrowany i przetwarzany w układach elektronicznych, a następnie przekazywany do nadajnika UHF o mocy 250 mW.

## Dodatkowe informacje
Transponder SO-50 wymaga aktywacji za pomocą tonu 67.0 Hz na częstotliwości uplink. Po aktywacji pozostaje włączony przez 10 minut, po czym konieczne jest ponowne uaktywnienie. Satelita działa w trybie FM (tzw. "FM Repeater in Space"), co umożliwia prowadzenie łączności głosowych między krótkofalowcami na całym świecie przy użyciu prostego sprzętu. Jest często używany przez radioamatorów do nauki pracy przez satelity, ze względu na łatwą dostępność i stosunkowo proste wymagania sprzętowe.

### Korekcja Dopplera
Ze względu na niską orbitę i dużą prędkość satelity użytkownicy muszą stosować korekcję efektu Dopplera, szczególnie na częstotliwości downlinku (436,795 MHz – 436,780 MHz), która zmienia się w trakcie przelotu. Rekomenduje się, aby operatorzy na Ziemi dostrajali swoje odbiorniki w zakresie kilku kHz w miarę przelotu satelity.

### Parametry orbitalne
SO-50 znajduje się na orbicie kołowej o wysokości około 650 km, z okresem obiegu około 97 minut i inklinacją 64°, co pozwala na dostęp w szerokim zakresie geograficznym – od umiarkowanych szerokości geograficznych po rejony polarne. Dzięki temu satelita jest regularnie dostępny dla użytkowników na niemal wszystkich kontynentach.

### Użytkowanie i porównanie z innymi satelitami
Mimo stosunkowo niskiej mocy nadajnika (250 mW), SO-50 jest chętnie wykorzystywany przez krótkofalowców. Optymalne warunki do pracy można uzyskać, stosując anteny kierunkowe typu Yagi oraz wzmacniacze sygnału na pasmo UHF. W porównaniu do nowszych satelitów amatorskich, takich jak AO-91 czy AO-92, SO-50 oferuje nieco niższą jakość sygnału, jednak dzięki stabilnej pracy i szerokiemu zasięgowi pozostaje popularny wśród operatorów.
SO-50 jest jednym z niewielu aktywnych satelitów amatorskich pracujących w trybie FM, co czyni go wartościowym narzędziem do testowania i nauki prowadzenia łączności przez satelity dla początkujących radioamatorów.